# Isabel May
Isabel May (Santa Mónica, California; 21 de noviembre de 2000) es una actriz estadounidense. Conocida por haber interpretado a Katie Cooper en la serie de Netflix, Alexa & Katie, y tuvo un papel recurrente como Verónica Duncan en la serie de la CBS, El joven Sheldon. Ocupó el papel principal de Zoe Hull en la película Run Hide Fight e interpreta el papel de Elsa Dutton como narradora y protagonista de la serie de Paramount+, 1883 (2021), retomando el papel de narradora de su serie secuela 1923 (2022-2024).

## Biografía
Después de audicionar durante tres años sin conseguir un papel, May y sus padres decidieron realizar sus estudios en línea a partir del décimo grado para que pudiera concentrarse en la actuación. Seis meses después, consiguió el papel de Katie en Alexa & Katie sin experiencia en actuación y con una formación limitada. Más tarde se unió al elenco de El joven Sheldon como el interés amoroso del hermano de Sheldon, Georgie.  También ha interpretado el papel de la anfitriona de la fiesta en la película independiente Let's Scare Julie, una película de 90 minutos filmada continuamente producida en 2018, sobre cómo asustar a la solitaria vecina de al lado en una fiesta de Halloween. En 2020, trabajó en la película Run Hide Fight que se estrenó a nivel internacional en el Festival de Cine de Venecia el 10 de septiembre de 2020.
Al año siguiente, en 2021, interpretó el papel de Elsa Dutton, el personaje principal y narrador del programa en la serie de Paramount+, 1883, una precuela de Yellowstone. Por su interpretación recibió críticas positivas de la prensa especializada y la revista estadounidense, The Hollywood Reporter, la nombró una de las estrellas jóvenes más prometedoras de Hollywood. Más tarde volvió a desempeñar el mismo papel de narradora en la serie de 2022, 1923. Por este papel, ganó el premio a la Mejor Actriz en una Película/Serie Limitada para Televisión en la 24ª edición de los premios Women's Image Network.
En 2022,  también apareció en un papel secundario en la película de comedia romántica I Want You Back. También fue elegida junto a KJ Apa en la película Wonder Twins del Universo extendido de DC, pero la película fue cancelada debido a recortes presupuestarios en Warner Bros. Discovery. Más tarde fue elegida como protagonista femenina, junto a Casey Affleck, en la película de suspenso independiente The Smack. En 2023, fue elegida junto a Jurnee Smollett para protagonizar la película de suspense Sunflower de la productora Lionsgate.
En noviembre de 2024, se informó que interpretaría a la hija del personaje de Sidney Prescott en la próxima película de terror, Scream 7, que está previsto que se estrene en 2026.

## Filmografía

### Cine
| Año  | Título            | Papel                | Notas      | Ref.   |
| ---- | ----------------- | -------------------- | ---------- | ------ |
| 2018 | Age of Summer     | Missing Poster Girl  |            |        |
| 2019 | Let's Scare Julie | Taylor               |            |        |
| 2020 | Run Hide Fight    | Zoe Hull             |            |        |
| 2022 | I Want You Back   | Leighton             |            |        |
| 2022 | The Moon & Back   | Lydia Gilbert        |            | [ 18 ] |
| 2023 | The Smack         |                      |            | [ 19 ] |
| 2026 | Scream 7          | Tatum Evans-Prescott | Filmándose | [ 17 ] |
| —    | Love Language     |                      | Filmándose | [ 16 ] |

### Televisión
| Año       | Título             | Papel                    | Notas                                      | Ref.   |
| --------- | ------------------ | ------------------------ | ------------------------------------------ | ------ |
| 2018–2020 | Alexa & Katie      | Katie Cooper             | Papel principal, 39 episodios              |        |
| 2018-2020 | El joven Sheldon   | Verónica Duncan          | Papel recurrente; 9 episodios              |        |
| 2021-2022 | 1883               | Elsa Dutton              | Papel principal; 10 episodios              |        |
| 2022-2025 | 1923               | Elsa Dutton              | Narradora; 13 episodios                    |        |
| 2024      | Yellowstone        |                          | Narradora; Episodio «Life Is A Promise»    |        |
| 2024      | Masters of the Air | Marjorie «Marge» Spencer | Miniserie, episodio 1x01                   | [ 20 ] |
| 2024      | American Masters   | Alta Hillsdale (voz)     | Episodio: «HOPPER: An American love story» |        |